# Chalet-des-Enfants

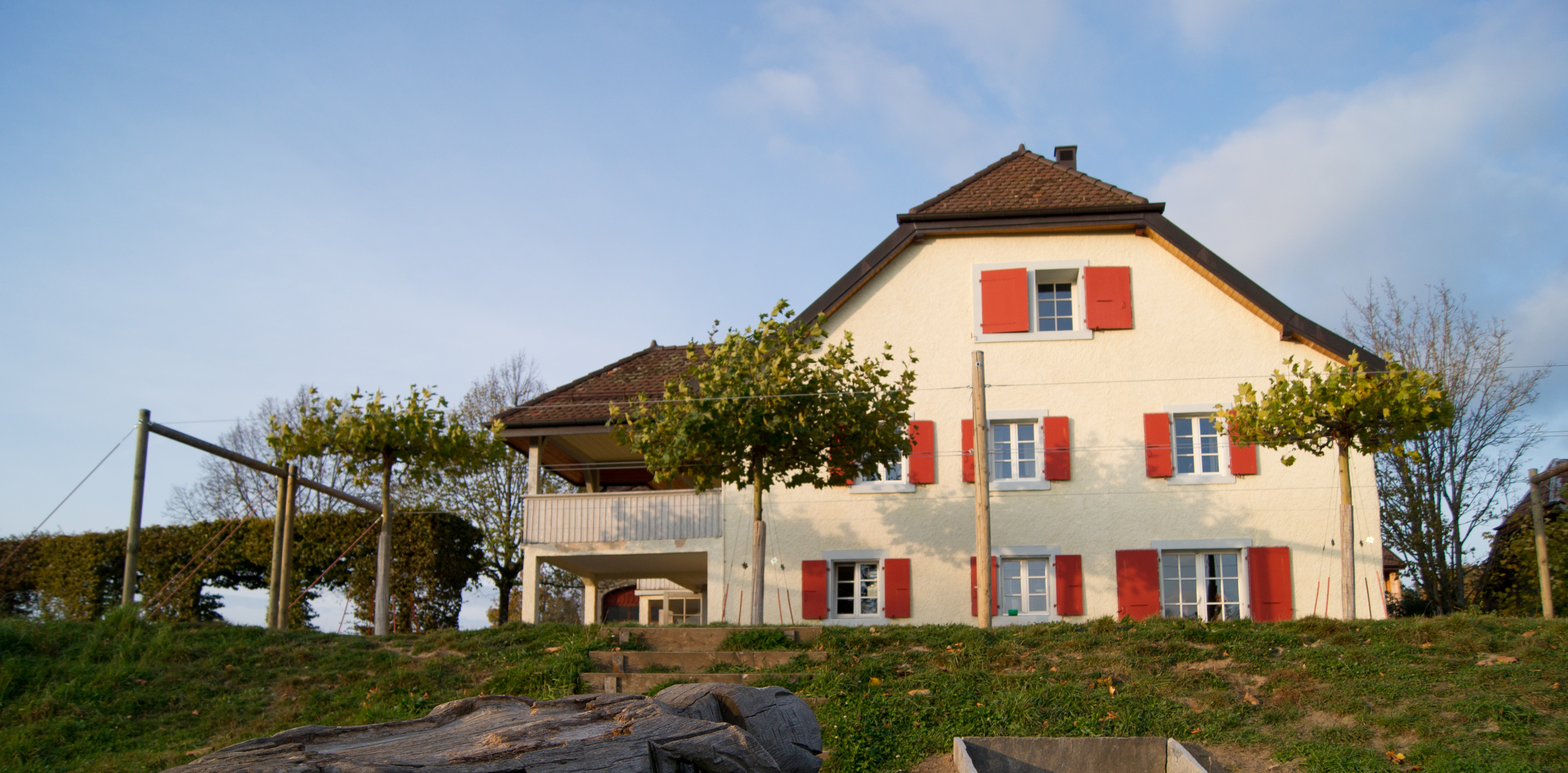
Chalet-des-Enfants

Le Chalet-des-Enfants est un parc public de Suisse, un domaine sur la commune de Lausanne, entre Le Mont-sur-Lausanne et Le Chalet-à-Gobet, à 843 mètres d'altitude, dans les bois du Jorat.

## Localisation
Une partie du domaine abrite un restaurant entièrement rénové en 2005, situé au milieu de la clairière et disposant d'une terrasse très courue pendant la belle saison. On raconte que Coco Chanel, lors de son séjour lausannois de 1945 à 1954, y passait pour déguster du flan et un verre de lait. Devant le restaurant se trouve une fontaine située exactement sur la ligne de partage des eaux entre le Rhône et le Rhin.
Un projet de rénovation des anciens bâtiments ruraux est dans l'attente d'une décision politique et administrative.

## Histoire
Ancien domaine agricole, le lieu est habité depuis le XIVe siècle et porte le nom de Chalet-des-Enfants à partir du XVIIe siècle. Anciennement propriété de René Auberjonois, le domaine est vendu par le peintre à la ville de Lausanne en 1917 pour la somme de 65 700 francs.